# Tour du Limousin
Die Tour du Limousin ist ein französisches Straßenradrennen.
Die Tour du Limousin ist ein Etappenrennen, das in der französischen Region Limousin beheimatet ist. Der Start und das Ziel befinden sich in der Hauptstadt Limoges. Es wurde zum ersten Mal 1968 ausgetragen und war bis 1974 nur für Amateurfahrer zugänglich. Seit 2005 zählt das Rennen zur UCI Europe Tour und ist in die Kategorie 2.1 eingestuft.

## Palmarès
| Jahr                                | Sieger              | Zweiter               | Dritter                   |
| ----------------------------------- | ------------------- | --------------------- | ------------------------- |
| für Amateure                        |                     |                       |                           |
| 1968                                | Pierre Martelozzo   | Jean-Pierre Parenteau | Claude Orus               |
| 1969                                | Paul Gutty          | Juan Carlos Cariñena  | Jean-Pierre Parenteau     |
| 1970                                | Francis Duteil      | Philippe Bodier       | Raymond Breuil            |
| 1971                                | Francis Dubreuil    | Michel Pitard         | Luc Pels                  |
| 1972                                | Jurij Dmytrijew     | Hennie Kuiper         | Vassili Bieloussov        |
| 1973                                | Francis Dubreuil    | Pierre Rivory         | Francois Fiordalisy       |
| 1974                                | Ryszard Szurkowski  | Józef Kaczmarek       | Said Husseinow            |
| für Profis                          |                     |                       |                           |
| 1975                                | Francis Campaner    | Raymond Poulidor      | Hubert Mathis             |
| 1976                                | Bernard Hinault     | Jean Chassang         | Roger Legeay              |
| 1977                                | Bernard Hinault     | Jacques Bossis        | Pierre-Raymond Villemiane |
| 1978                                | Gilbert Chaumaz     | Jacques Bossis        | Hubert Arbès              |
| 1979                                | Bernard Vallet      | Pierre Bazzo          | Jean-René Bernaudeau      |
| 1980                                | René Bittinger      | Bernard Pineau        | Claude Vincendeau         |
| 1981                                | Marc Madiot         | Dominique Arnaud      | Pierre-Henri Menthéour    |
| 1982                                | Éric Salomon        | Marc Madiot           | Pascal Simon              |
| 1983                                | Dominique Arnaud    | Pierre Bazzo          | Dominique Garde           |
| 1984                                | Kim Andersen        | Marc Madiot           | Éric Boyer                |
| 1985                                | Thierry Marie       | Benno Wiss            | Jean-Claude Garde         |
| 1986                                | Dominique Gaigne    | Ronan Pensec          | Denis Leproux             |
| 1987                                | Charly Mottet       | Bruno Cornillet       | Marc Gomez                |
| 1988                                | Jean-Marc Manfrin   | Joey McLoughlin       | Johnny Weltz              |
| 1989                                | Thierry Claveyrolat | Christian Chaubet     | Luc Leblanc               |
| 1990                                | Martial Gayant      | Bruno Cornillet       | Laurent Pillon            |
| 1991                                | Michel Vermote      | Denis Roux            | Michael Engleman          |
| 1992                                | Éric Boyer          | Melchor Mauri         | Serge Baguet              |
| 1993                                | Charly Mottet       | Richard Virenque      | Gilles Delion             |
| 1994                                | Jens Heppner        | Bruno Cornillet       | Laurent Roux              |
| 1995                                | Andreï Tchmil       | Jan Ullrich           | Didier Rous               |
| 1996                                | Laurent Brochard    | Michael Blaudzun      | Pascal Chanteur           |
| 1997                                | Lauri Aus           | Gilles Bouvard        | Cédric Vasseur            |
| 1998                                | Vincent Cali        | Bobby Julich          | Jacky Durand              |
| 1999                                | Stéphane Heulot     | Grzegorz Gwiazdowski  | Lauri Aus                 |
| 2000                                | Patrice Halgand     | Jean-Cyril Robin      | Stéphane Heulot           |
| 2001                                | Franck Bouyer       | Patrick Jonker        | David Moncoutié           |
| 2002                                | Patrice Halgand     | Guido Trentin         | Pierrick Fédrigo          |
| 2003                                | Massimiliano Lelli  | Laurent Lefèvre       | Thor Hushovd              |
| 2004                                | Pierrick Fédrigo    | Patrick Calcagni      | Franck Renier             |
| 2005                                | Sébastien Joly      | Samuel Dumoulin       | Leonardo Bertagnolli      |
| 2006                                | Leonardo Duque      | Pierrick Fédrigo      | Yukiya Arashiro           |
| 2007                                | Pierrick Fédrigo    | Óscar Pereiro         | Anthony Charteau          |
| 2008                                | Sébastien Hinault   | Allan Davis           | Yukiya Arashiro           |
| 2009                                | Mathieu Perget      | David Arroyo          | Xavier Florencio          |
| 2010                                | Gustav Larsson      | Sebastian Langeveld   | Nicolas Vogondy           |
| 2011                                | Bjorn Leukemans     | Matthieu Ladagnous    | Florian Guillou           |
| 2012                                | Yukiya Arashiro     | Jérémy Roy            | Fabien Schmidt            |
| 2013                                | Martin Elmiger      | Yukiya Arashiro       | Andrea Di Corrado         |
| 2014                                | Mauro Finetto       | Bjorn Leukemans       | Davide Rebellin           |
| 2015                                | Sonny Colbrelli     | Jesús Herrada         | Rudy Molard               |
| 2016                                | Joey Rosskopf       | Sonny Colbrelli       | Hubert Dupont             |
| 2017                                | Alexis Vuillermoz   | Élie Gesbert          | Francesco Gavazzi         |
| Tour du Limousin-Nouvelle-Aquitaine |                     |                       |                           |
| 2018                                | Nicolas Edet        | Marco Canola          | Anthony Roux              |
| 2019                                | Benoît Cosnefroy    | Lilian Calmejane      | Guillaume Martin          |
| 2020                                | Luca Wackermann     | Jake Stewart          | Rui Costa                 |
| 2021                                | Warren Barguil      | Franck Bonnamour      | Pierre-Luc Périchon       |
| 2022                                | Alex Aranburu       | Diego Ulissi          | Greg Van Avermaet         |
| 2023                                | Romain Grégoire     | Benoît Cosnefroy      | Michael Storer            |
| 2024                                | Alex Baudin         | Orluis Aular          | Axel Zingle               |
| 2025                                |                     |                       |                           |